# Белёвцев, Александр Геннадьевич
Александр Геннадьевич Белёвцев (род. 12 сентября 1997 года) — российский прыгун в воду.

## Карьера
Серебряный призер Первенства мира (2014).
Серебряный призер Кубка России (2016).
Чемпион России в синхронных прыжках в паре с Александром Бондарем, серебряный призер в одиночных прыжках с метрового трамплина на чемпионате России (2016).
На чемпионате России 2017 года Александр Белевцев в паре с Никитой Шлейхером завоевал «серебро» в синхронных прыжках с 3-метрового трамплина. Также Белевцев и Шлейхер выиграли «серебро» в синхронных прыжках с 10-метровой вышки. Белевцев и Шлейхер были включены в сборную России на чемпионат Европы (синхронные прыжки с вышки).
Серебряный призер чемпионата Европы по прыжкам в воду (2017).
Мастер спорта России.